# Nume de cod: K-9
K-9 este un film de acțiune comedie din 1989. Au urmat două filme, K-911 (1999) și K-9: P.I. (2002).

## Sinopsis
Belushi interpretează rolul polițistului detectiv Michael Dooley, care era pus pe lista neagră de către un traficant internațional de droguri (Lyman, jucat de Kevin Tighe). Pentru a-l ajuta, un așa zis prieten (Brannigan, interpretat de Ed O'Neill) îii da lui Dooley un câine polițist, "Jerry Lee," antrenat în depistarea drogurilor. Cei doi încearcă să-l prindă pe Lyman, dar Dooley descoperă că Jerry Lee lucrează doar când dorește. Multe din scenele filmului se petrec în jurul lui Jerry Lee.

## Distribuție
- James Belushi .... Detectivul Michael Dooley
- Mel Harris .... Tracy
- Kevin Tighe .... Lyman
- Ed O'Neill .... Sgt. Brannigan, K9
- Koton .... Jerry Lee
- James Handy .... Lt. Byers
- Daniel Davis .... Halstead
- Cotter Smith .... Gilliam
- John Snyder .... Freddie
- Pruitt Taylor Vince .... Benny the Mule
- Sherman Howard .... Dillon
- Jeff Allin .... Chad
- David Haskell .... Doctor
- Alan Blumenfeld .... Rental Salesman
- William Sadler .... Vânzătorul Don (.... Bill Sadler)
- Dan Castallaneta .... Maitre D' (Cameo)